# Aegus punctulatus
Aegus punctulatus es una especie de coleóptero de la familia Lucanidae.

## Distribución geográfica
Habita en Laos y Vietnam.